# CEO Fraud
Der CEO Fraud (auch Business Email Compromise (BEC), Fake President Fraud (FPF) oder Bogus Boss Email) ist eine Betrugsmasche, bei der Firmen unter Verwendung falscher Identitäten zur Überweisung von Geld manipuliert werden.
In China spricht man in Anlehnung an eine Märchen-Schreckgestalt von Huapi-Zhapian, dem „Betrug mit der bemalten Haut“.

## Geschichte
Die ersten Fälle dieser Internetkriminalität traten in den USA auf. „CEO“ steht für Chief Executive Officer und bedeutet sinngemäß Geschäftsführer, Fraud ist das englische Wort für Betrug. Inzwischen ist das Phänomen weltweit zu beobachten.

## Vorgehen
Typischerweise handelt es sich um gut gefälschte E-Mails, die scheinbar von einem Mitglied der Unternehmensführung stammen. Darin wird unter vermeintlich berechtigten Gründen die Überweisung hoher Geldbeträge auf eine ausländische Bankverbindung angewiesen. Aber auch sehr gut gefälschte Briefpost (Logos von Bundesbehörden, gestempelte Hoheitszeichen, Freigabeunterschriften von Vorstandsmitgliedern) sind nicht unüblich. Erkennbar sind die guten Fälschungen oft nicht, da die Straftäter im Vorfeld Firmeninterna recherchieren. Hierzu nutzen sie neben öffentlich zugänglichen Angaben auch durch Social Engineering in Erfahrung gebrachte Daten. Oft werden die ausführenden Mitarbeiter unter Zeitdruck gesetzt und auf die Geheimhaltung der Überweisung hingewiesen. Anfällig seien besonders „patriarchalisch-autoritär geführte Unternehmen, in denen Zweifel und Widerspruch nicht erwünscht sind“.
Nach Angaben des FBI summieren sich die weltweiten Schäden auf 2,8 Milliarden Euro. Als Transferziel werden meist Banken in China und Hongkong angegeben.
Seit 2013 häufen sich Fälle auch im deutschsprachigen Wirtschaftsraum. Das Bundeskriminalamt zählte in drei Jahren 250 Betrugsfälle, die bekanntesten waren 2016 der bayerische Autozulieferer Leoni AG (40 Mio. Euro) und der österreichisch-chinesische Luftfahrtzulieferer FACC (50 Mio. Euro). In der Regel verzichten die betroffenen Firmen aus Imagegründen darauf, darüber zu berichten.